# Pacino di Buonaguida
Pacino di Buonaguida oder Bonaguida (* ca. 1280 in Florenz; † 1339) war ein italienischer Maler und Miniaturist der Giotto-Schule.

## Biografie

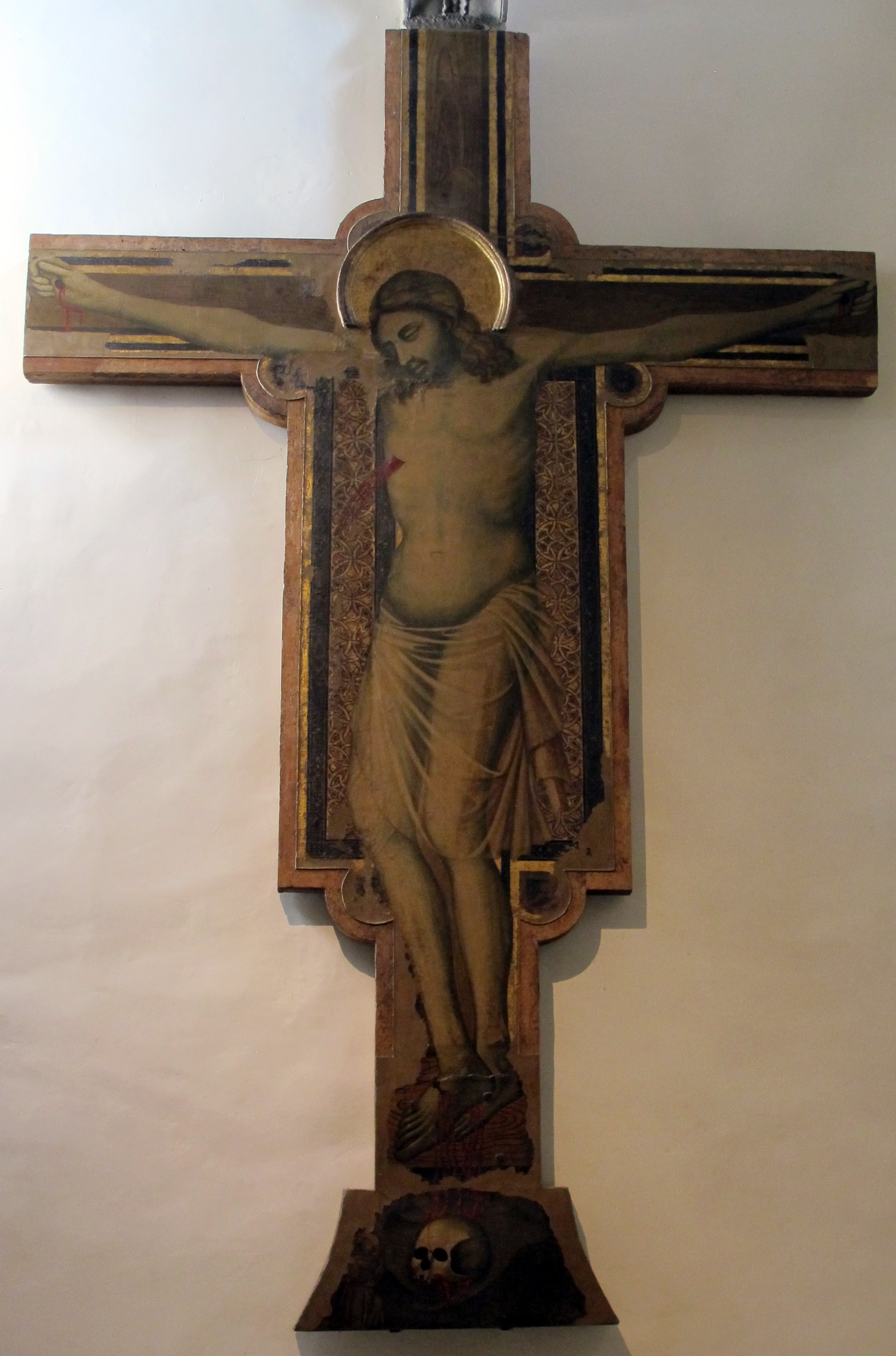
Apsis der Kirche Santa Felicita mit dem Kruzifix von Pacino di Buonaguida

Das erste Dokument, in dem von Pacino die Rede ist, geht auf das Jahr 1303 zurück. In diesem Jahr hat der junge Künstler, beschrieben als artifex publicus in arte pictorum, seine Zusammenarbeit mit dem Maler Tambo di Serraglio, bei dem er wahrscheinlich seine Lehrzeit absolviert hat, beendet. Dadurch kann mit einer guten Annäherung sein vermutetes Geburtsdatum auf etwa zwanzig Jahre früher festgelegt werden.
Das einzige von Pacino signierte Werk ist ein Polyptychon mit einer Kreuzigung mit den Heiligen Nikolaus, Bartholomäus, Fiorenzo und Lukas (heute in der Galleria dell’Accademia in Florenz). Es trägt die Inschrift SIMON PRESPITERO S. FLORENTII PINGI FECIT HOC OPUS A PACINO BONAGUIDE ANNO DOMINI MCCCX... und befand sich ursprünglich auf dem Hauptaltar der Kirche San Firenze.
Seine Malerei zeichnet sich durch einen archaischen Stil aus, der stark mit den Vorgaben des ausgehenden 13. Jahrhunderts verbunden und von Giottos Frühwerken beeinflusst ist.
Der Katalog seiner Werke besteht aus einer umfassenden Palette von Miniaturen; besonders erwähnenswert sind die historisierten Initialen einiger Codices:
- Antiphonar 3 des Archivio capitolare di Prato
- Manuskript Nr. 1466 der Biblioteca Riccardiana in Florenz
- Manuskript Plut. 3939 der Biblioteca Laurenziana in Florenz
- Missale von Orsanmichele.

Weitere Miniaturen befinden sich in Cambridge (Fitzwilliam-Museum), in Venedig (Fondazione Giorgio Cini) und New York (Pierpont Morgan Library).
Das letzte Dokument über Pacino stammt aus dem Jahr 1330, als er sich in die Arte dei Medici e Speziali in Florenz einschrieb.

## Werke
- Polyptichon mit Kreuzigung und den Heiligen Nikolaus, Bartholomäus, Fiorenzo und Lukas, 136 × 249 cm, (Signiert), ca. 1310–1320, Florenz, Galleria dell’Accademia, Inv. Nr. 8568
- Kreuz mit gekreuzigten Christus, 330 × 232 cm,[2] Florenz, Kirche Santa Felicita
- Lebensbaum, 248 × 151 cm,[3] Florenz, Galleria dell’Accademia, Inv. Nr. 8459 (aus dem Klarissenkloster in Monticelli, Florenz)
- Madonna mit Kind bekannt als Madonna Griggs, 79 × 53 cm,[3] New Haven, Yale University Art Gallery, Inv. 1943.204 (bereits in New York, Collezione M.F. Griggs)
- Zerstückeltes und verstreutes Polyptychon
  - Mittelteil mit Madonna mit Kind, 81 × 51 cm,[4] Florenz, Galleria dell’Accademia, Inv. Nr. 6146
  - Seitenteil mit Jakobus der Ältere, 47 × 28 cm,[5] Rom, Christie’s-Auktion vom 22. Mai 1980, Lot Nr. 301 (aus der Sammlung Cortese in Castagneto Carducci)
- Dossal mit Madonna und Kind, Heiligen und Stiftern, 62 × 159 cm,[6] 1976, Baltimora, Walters Art Museum, Nr. 37.2494 (erworben 1973)
- Polyptychon der Heiligen Flora und Lucilla, zerstückelt
  - Mittelteil Madonna mit Kind, 69 × 52 cm, Florenz, Palazzo Vecchio, Sammlung Charles Loeser
  - Seitenteil mit Heiliger Flora 75 × 52 cm,[7] New Haven, Yale University Art Gallery, Inv. 1943.203
  - Seitenteil mit Heiliger Lucilla, 71 × 50 cm, New Haven, Yale University Art Gallery, Inv. 1946.13
- Polyptychon des heiligen Prokulus (?), zerstückelt und teilweise zerstreut
  - 3 Seitenteile[3] mit Heiligen Nikolaus (?), Johannes der Evangelist und Heiliger Proculus (?) Bischof, je 71 × 45 cm, Florenz, Galleria dell’Accademia, Inv. Nr. 8698-8699-8700
  - 2 Teile der Predella Geschichte des Heiligen Proculus, je ca. 27 × 33 cm,[8] Cambridge, Harvard Art Museums, Fogg Art Museum, Inv. 1943.110, 1943.111
  - Predella-Teil mit Hlg. Prokulus feiert Messe in Anwesenheit eines Bischofs, Ort unbekannt (Paris, Asta Drouot Richelieu, 1992, Nr. 39)
  - Predella-Teil mit Martyrium eines Heiligen (San Fiorenzo?), Bergamo, Privatsammlung
  - Predella-Teil mit Auferstehung eines toten Kindes unter dem Grab des heiligen Proculus (Zuschreibung durch Roberto Longhi, 1948), Frankfurt am Main, Privatsammlung
- Seitenteil eines Polyptychons Jakobus dem Älteren, 61 × 36 cm,[9] New York, Privatsammlung
- Triptychon Wildenstein mit Kreuzigung, Trauer um den toten Christus, Himmelfahrt Christi, 46 × 78 cm, Ort unbekannt (ehemals in New York, Wildenstein & Co.)
- Tabernakel bemalt mit der Kreuzigung Christi mit Stiftern und Geschichten aus dem Leben Christi, 45 × 64 cm,[7] Tucson, The University of Arizona Museum of Art, Inv. 61.118 (ehemals in New York, Sammlung Samuel. H. Kress, Nr. K1717)
- Altar mit der Kreuzigung, Madonna und Heiligen, 50 × 40 cm,[10] Florenz, Galleria degli Uffizi (Inv. 1890 n. 9806)
- Kreuzigung Christi und Heilige, 27 × 20 cm, Ort unbekannt (ehemals in Florenz, Villa I Tatti, The Harvard University Center for Italian Renaissance Studies)
- Fragment eines Kreuzes bemalt mit gekreuzigten Christus, 139 × 35 cm,[7] Ponce (Porto Rico), Museo de Arte de Ponce, Inv. 62.0259 (ehemals New York, Sammlung Samuel H. Kress, Inv. K126)
- Strauss Diptychon mit Johannes dem Evangelisten in Patmos, Madonna mit Kind auf dem Thron und Heiligen, Himmelfahrt Mariens Kreuzigung Christi, 62 × 81 cm, New York, The Metropolitan Museum of Art, Inv. 64.189.3
- Tabernakel von Chiarito, 101 × 113 cm,[4] Los Angeles, J. Paul Getty Museum, Nr. 85.PB.311 (aus dem Convento di Chiarito in Florenz Ende 1787).